# Chiesa della Madonna della Salette (Lavarone)
La chiesa della Madonna della Salette è una chiesa cattolica situata a Piccoli, frazione del comune trentino di Lavarone; è sussidiaria della parrocchiale di San Floriano di Chiesa e fa parte dell'arcidiocesi di Trento.

## Storia

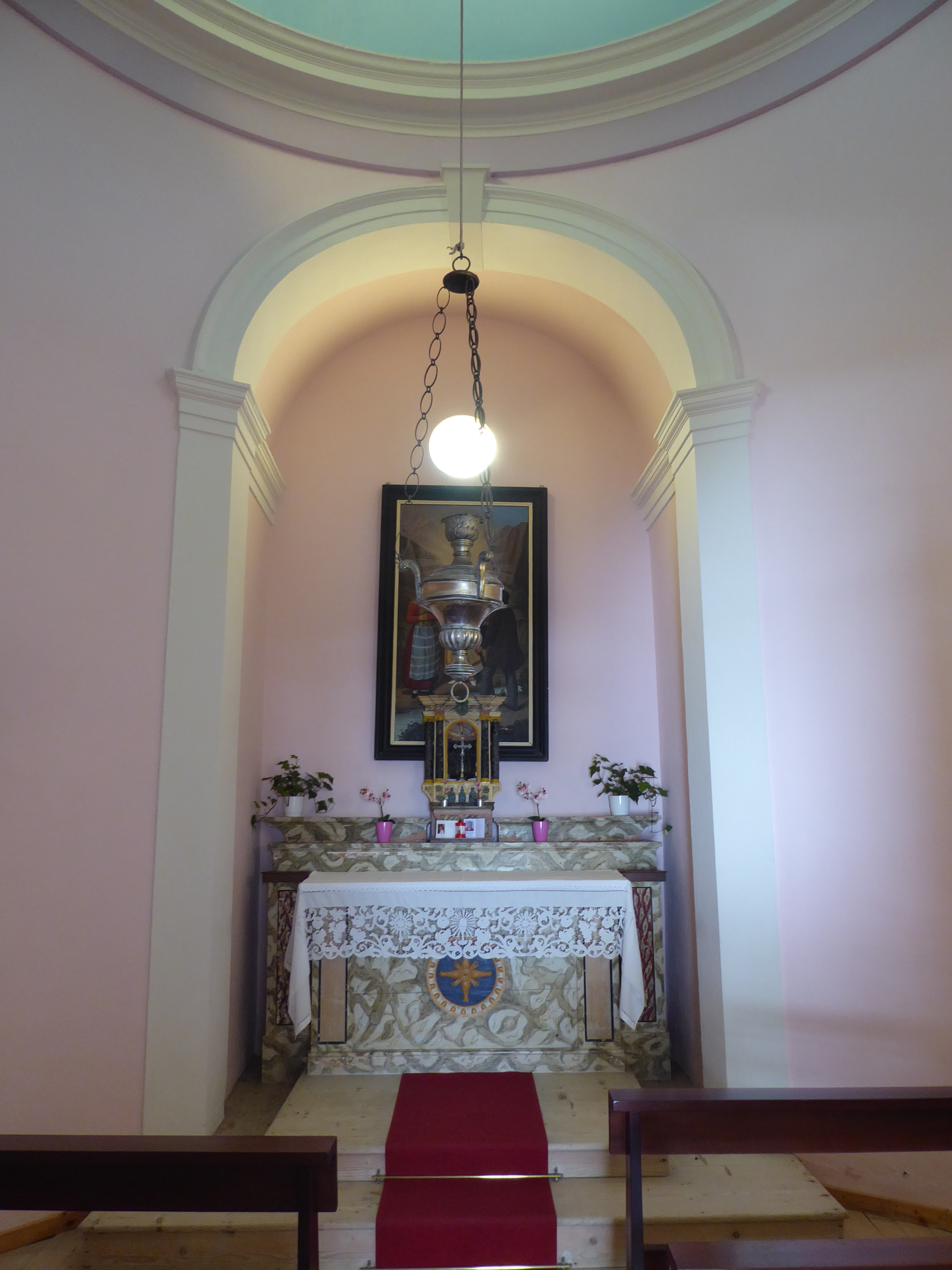
Interno e presbiterio

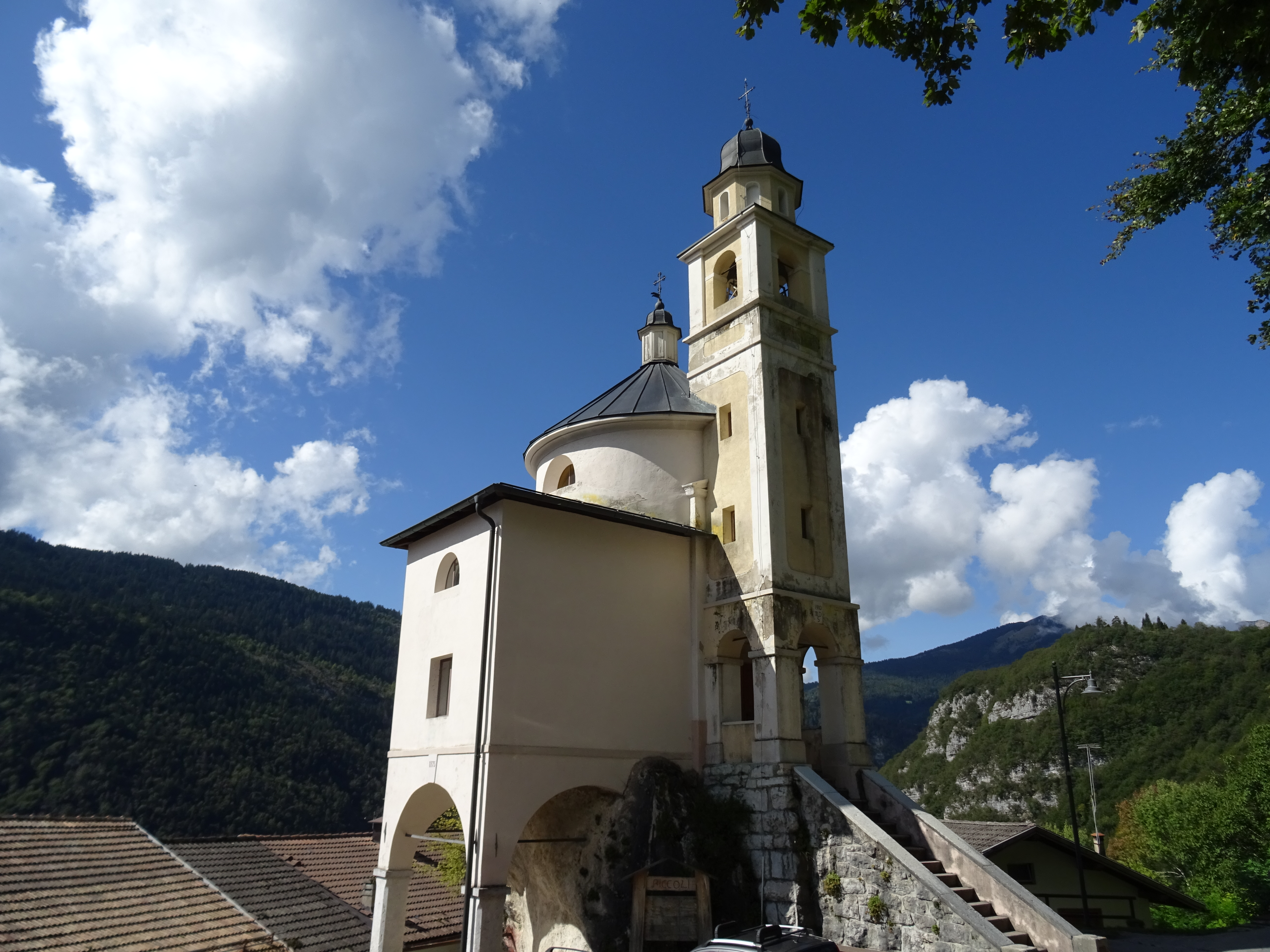
Vista da sud

Nel 1857, una frana trascinò giù dalla montagna un enorme masso, che andò a travolgere e distruggere un'edicola votiva posta all'estremità nordoccidentale del paese di Piccoli. Guidati da due minatori del posto, Fiorenzo e Daniele Piccinini, che erano stati in Francia in precedenza e avevano avuto testimonianza delle apparizioni della Madonna di La Salette (avvenute nel 1846), gli abitanti decisero di costruire una chiesa a lei dedicata proprio sopra a quel masso; l'edificio venne completato quello stesso anno, e la benedizione seguì a settembre del successivo.
Nel 1875 venne aggiunta la sagrestia, sporgente dal fianco sudorientale della chiesa e sorretta da pilastri. Nel 1910 venne poi eretto il campanile, posto al di sopra dell'ingresso; la sua costruzione andò ad oscurare la facciata. Lavori di restauro vennero portati avanti nel 1969.

## Descrizione

### Esterno
La chiesa, orientata ad ovest, ha la particolarità di essere costruita sopra ad un grosso macigno: l'edificio si compone di un piccolo corpo circolare, da cui sporge ad ovest la ridotta parte presbiteriale; ha due finestre a lunetta a nord e a sud ed è sormontato da una lanterna. L'accesso alla chiesa, parecchio al di sopra del piano stradale, avviene tramite un'erta scalinata di diciotto gradini; la porta d'ingresso è preceduta da un protiro, sopra il quale insiste la torre campanaria (dietro a cui ancora s'intravede il frontone triangolare che ornava la facciata): essa è dotata di due finestre sovrapposte su ogni lato, e termina con la cella campanaria a quattro monofore, sormontata da un tamburo ottagonale bucato da monofore e nicchie centinate e coronata da un cupolino con sfera e croce in apice.
Al lato sudorientale della chiesa è addossato il corpo rettangolare della sagrestia: si estende al di fuori della superficie della roccia, ed è sorretto da tre arcate con pilastri lapidei.

### Interno
L'interno è costituita da un'unica piccola aula circolare, pavimentata in legno e chiusa da una cupola. In controfacciata è costruita una cantoria semicircolare, da cui si accede anche al campanile. Il piccolissimo presbiterio, rialzato di un gradino e bucato da un oculo, è sormontato da un arco a sesto ribassato. Sulla parete del presbiterio è appeso un dipinto raffigurante l'apparizione della Vergine ai due veggenti di La Salette.